# Contea di Bonner
La contea di Bonner (in inglese Bonner County) è una contea dello Stato dell'Idaho, negli Stati Uniti. La popolazione al censimento del 2000 era di 36 835 abitanti. Il capoluogo di contea è Sandpoint.

## Geografia
La contea si trova nel nord dello Stato, più precisamente nel nord del saliente dell'Idaho, tra gli Stati Montana (a est) e Washington (a ovest). I fiumi principali che attraversano la contea sono il Clark Fork, che sfocia nel lago Pend Oreille nel sud-est della contea, il fiume Pend Oreille, che scorre nel sud-ovest, e il Priest. Nel nord della contea si trova il lago Priest. La contea è prevalentemente montagnosa. Nella contea si trovano alcune foreste protette a livello nazionale.

### Contee confinanti
- Contea di Boundary - nord
- Contea di Lincoln (Montana) - est
- Contea di Sanders (Montana) - sud-est
- Contea di Shoshone - sud-est
- Contea di Kootenai - sud
- Contea di Spokane (Washington) - sud-ovest
- Contea di Pend Oreille (Washington) - nord-ovest

## Storia
La contea fu istituita nel 1907 e fu chiamata così in onore di Edwin L. Bonner.

## Comuni

### Cities
- Sandpoint (capoluogo)
- Clark Fork
- Dover
- East Hope
- Hope
- Kootenai
- Oldtown
- Ponderay
- Priest River

### Census-designated places
- Blanchard
- Coolin
- Laclede